# All Apologies (Ted Lasso)
"All Apologies" es el noveno episodio de la serie de televisión de comedia dramática deportiva estadounidense Ted Lasso, basada en el personaje interpretado por Jason Sudeikis en una serie de promociones para la cobertura de NBC Sports de la Premier League de Inglaterra. El episodio fue escrito por Phoebe Walsh y dirigido por MJ Delaney. Se estrenó en Apple TV+ el 25 de septiembre de 2020.
La serie sigue a Ted Lasso, un entrenador de fútbol americano universitario, que es reclutado inesperadamente para entrenar a un equipo ficticio de la Premier League inglesa, el AFC Richmond, a pesar de no tener experiencia como entrenador de fútbol. La dueña del equipo, Rebecca Welton, contrata a Lasso con la esperanza de que fracase como medio para vengarse del anterior dueño del equipo, Rupert, su ex marido infiel. En este episodio, Ted se enfrenta a un dilema ya que la edad de Roy se nota durante el entrenamiento, lo que podría poner en peligro el rendimiento del club. Mientras tanto, Keeley presiona a Rebecca para que le revele la verdad a Ted.
El episodio recibió críticas extremadamente positivas de los críticos, quienes elogiaron las actuaciones, el tono emocional, el desarrollo de los personajes y la preparación para el final. Por sus actuaciones en el episodio, Brett Goldstein y Hannah Waddingham ganaron el premio al Mejor Actor de Reparto en una Serie de Comedia y a la Mejor Actriz de Reparto en una Serie de Comedia en los 73.º Premios Primetime Emmy.

## Trama
Roy (Brett Goldstein) ha sentido presión en los últimos partidos, donde los comentaristas destacan que su edad se está notando pese a la mejora del club. Rebecca (Hannah Waddingham) también es presionada por Keeley (Juno Temple) para que le cuente a Ted (Jason Sudeikis) sobre su papel en las fotografías de los paparazzi.
Beard (Brendan Hunt) y Nate (Nick Mohammed) sugieren que Roy debe quedarse en la banca durante su último partido contra Manchester City, pero Ted se niega a hacerlo, lo que provoca que dejen de hablarle. Ted es llamado a la oficina de Rebecca, pero ella no puede revelar la verdad. De repente, Rupert (Anthony Head) aparece para informar a Rebecca que va a tener un bebé con Bex, a pesar de haberle dicho a Rebecca que nunca quiso tener hijos. Esto la impulsa a dirigirse a la oficina de Ted y confesar su plan de arruinar el club para vengarse de Rupert, lo que incluye contratar al paparazzi y hacer que Jaime sea transferido de regreso al Manchester City. Para su sorpresa, Ted la perdona y le explica que el divorcio puede afectar negativamente a una persona. Su perdón la impulsa a visitar a Higgins (Jeremy Swift) para disculparse por todo, lo que él acepta.
Ted se reúne con Roy para discutir la posibilidad de dejarlo en el banquillo, a lo que Roy se niega enojado. Roy le confía a Keeley que siempre se ha definido por su carrera y que le preocupa que ésta pueda estar terminando. Keeley luego le pide a su sobrina, Phoebe, que lo motive y le dice que lo admira por creer siempre en sí mismo. Ted se reúne con Beard en el pub y le dice que tiene la intención de mantener a Roy en la alineación, ya que no le importa perder. Beard finalmente estalla y le dice enojado que ganar es importante para el club, ya que está en peligro de descenso. Le dice que no debería preocuparse más por los sentimientos de Roy que por los resultados del club y se marcha furioso. Un Ted borracho lleva a Roy a su apartamento y le dice que lo dejará en el banquillo, a lo que Roy accede. Para salvar su reputación, aceptan reclamar el banquillo debido a una lesión. Al día siguiente, Roy se presenta al entrenamiento vistiendo un dorsal del segundo equipo y aceptando su papel en el banquillo. Mientras el equipo se dirige al campo, Roy los sigue y extiende su mano para tocar el cartel de "Believe" sobre la puerta de la oficina.

## Desarrollo

### Producción
El personaje de Ted Lasso apareció por primera vez en 2013 como parte de la promoción de NBC Sports de su cobertura de la Premier League, interpretado por Jason Sudeikis.  En octubre de 2019, Apple TV+ encargó una serie centrada en el personaje, con Sudeikis retomando su papel y coescribiendo el episodio con el productor ejecutivo Bill Lawrence.  Sudeikis y sus colaboradores Brendan Hunt y Joe Kelly comenzaron a trabajar en un proyecto alrededor de 2015, que evolucionó aún más cuando Lawrence se unió a la serie.  El episodio fue dirigido por MJ Delaney y escrito por Phoebe Walsh. Este fue el primer crédito como director de Delaney y el primer crédito como guionista de Walsh para el programa. 

## Reseñas críticas
"All Apologies" recibió críticas extremadamente positivas de los críticos. Gissane Sophia de Marvelous Geeks Media escribió: "'All Apologies' es el tipo de episodio que no solo cambia la trayectoria de los personajes, sino que consolida la importancia temática de la creencia en la que se basa Ted Lasso. Le dice a su audiencia que la persona que elegimos ser, cuando tomamos rutas aterradoras, es lo que más importa y reitera la importancia de una disculpa, que hemos estado viendo desde el principio".
Mads Lennon de FanSided escribió: "En última instancia, Ted quiere que Roy asista a la próxima práctica y juego, pero será él quien decida. Afortunadamente, el día siguiente en el trabajo es feliz. Higgins está de regreso y Roy se presenta a la práctica para apoyar a su equipo como debe hacerlo un buen capitán".  Daniel Hart de Ready Steady Cut le dio al episodio una calificación de 4 estrellas de 5 y escribió: "El penúltimo episodio trata sobre la compasión y la amabilidad, ya que Ted tiene que tomar una gran decisión". 

### Premios y reconocimientos
Brett Goldstein y Hannah Waddingham fueron nominados por este episodio al Premio Primetime Emmy al Mejor Actor de Reparto en una Serie de Comedia y al Premio Primetime Emmy a la Mejor Actriz de Reparto en una Serie de Comedia en la 73.ª edición de los Premios Primetime Emmy.  Ganarían sus respectivos premios, sus primeros premios Emmy.  